# Luis Ramos (1966)
Luis Ramos (18 de fevereiro de 1966) é um ex-futebolista venezuelano que atuava como meia.

## Carreira
Luis Ramos integrou a Seleção Venezuelana de Futebol na Copa América de 1997.